# Voor Dummies

Voor Dummies is een uitgebreide boekenreeks van instructieboeken over uiteenlopende onderwerpen, gericht op mensen die weinig of niets van deze onderwerpen afweten. Het taalgebruik is eenvoudig, maar niet neerbuigend. Overigens moet de titel 'voor dummies' niet gezien worden als iets negatiefs. De uitgever benadrukt dat 'dummies' juist gezien moeten worden als mensen die toegeven niet alles te weten, open staan voor nieuwe dingen en iets willen leren. Oftewel: 'dummies' zijn slimme mensen. De ondertitel luidt 'Voor Dummies maken alles makkelijker'.

## Achtergrond
De boeken zijn een voorbeeld van een mediafranchise. Ze zijn herkenbaar aan de cover, welke meestal in de kleuren geel en zwart is, en een afbeelding toont van een figuur met een driehoekig hoofd genaamd de Dummies Man. 
Alle Voor Dummies-boeken zijn verdeeld in delen, welke bestaan uit hoofdstukken die aan elkaar zijn gerelateerd. Elk deel wordt ingeluid door een Rich Tennant-strip die refereert aan het onderwerp dat in dit deel ter sprake komt.

## Geschiedenis

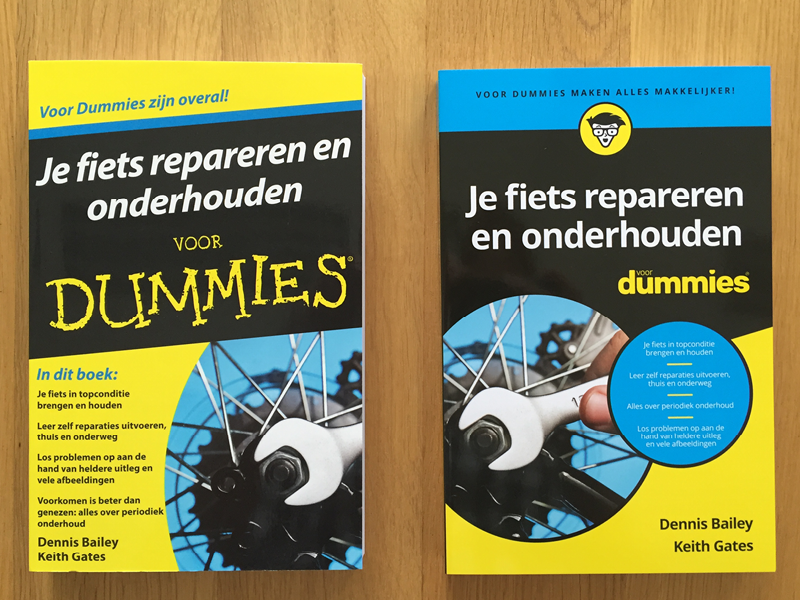
Dezelfde titel in de oude en de nieuwe stijl

De Voor Dummies-serie begon in 1991 met DOS voor Dummies, geschreven door Dan Gookin en gepubliceerd door IDG Books. Het idee kwam van hoofdredacteur Michael "Mac" McCarthy, wiens oom ooit met een voorstel kwam voor een boek dat "precies genoeg informatie bevatte voor ons dommeriken". Het boek werd al snel erg populair omdat er maar weinig soortgelijke boeken waren die gericht waren op beginnelingen.
Een andere lezing vertelt dat het idee kwam van een klant in een boekwinkel die op zoek was naar een eenvoudig boek over DOS.
De eerste Voor Dummies-boeken waren allemaal gericht op computers en software, maar al snel werden ook andere onderwerpen aangesneden. De serie wordt nu gepubliceerd door John Wiley & Sons.
In 2016 bestaan de Voor Dummies-boeken 25 jaar. Om dit te vieren heeft de look & feel van het merk een make-over ondergaan. De Voor Dummies-man heeft een nieuw kapsel en een hippe bril gekregen en het uiterlijk van de boeken is strakker en moderner geworden. 

## Uitbreidingen en alternatieve versies
Er bestaan verschillende gerelateerde boekenseries, zoals Dummies 101. Deze maakt gebruik van grotere boeken met daarin een stap-voor-staphandleiding.
Een andere spin-off reeks is Meer ... voor Dummies, die bestaat uit vervolgen op de titels uit de “voor Dummies” reeks.
Sinds 2010 verschijnen ook kleinere voor Dummies-boekjes en in 2016 is de eerste 'voor kids' editie gepubliceerd in Nederland: Youtube filmpjes maken voor kids voor Dummies

## In Nederland
In Nederland worden de Voor Dummies sinds 1 september 2014 uitgegeven door BBNC uitgevers.
Daarvoor waren de rechten in handen van Pearson Education Benelux. Door een koerswijziging in het beleid bij Pearson, werd besloten dat de Voor Dummies niet langer bij Pearson pasten. Hierna nam BBNC uitgevers het stokje over. De eerste titel die verscheen onder de vlag van BBNC uitgevers was De kleine Geschiedenis van Amsterdam voor Dummies.

## In andere talen
De boeken uit de reeks zijn in veel talen vertaald onder de volgende titels:
- Engels For Dummies
- Arabisch (للمبتدئين),
- Bulgaars (for Dummies),
- Chinees (天才 1 班, 天才 2 班 en 天才 3 班),
- Kroatisch (za neznalice),
- Estisch (Võhikutele),
- Fins (for Dummies),
- Frans (pour Les Nuls),
- Duits (für Dummies),
- Grieks (για Πρωταρηδες),
- Hongaars (nemcsak zseniknek - lately tantusz)
- IJslands (Fyrir kjána),
- Italiaans (per Deficienti - lately per Negati),
- Japans
- Koreaans (천재반),
- Litouws (žaliems),
- Perzisch (به زبان ساده)
- Pools (dla bystrzaków - lately dla opornych),
- Portugees (para Totós),
- Portugees (Brazilië) (para leigos),
- Roemeens (pentru tonţi
- Russisch (для "чайников" - dlya "chainikov")
- Spaans (Para Dummies)
- Servisch (za Neupućene).
- Sloveens (za telebane).
- Zweeds (i ett nötskal).